# Storenomorpha lushanensis
Storenomorpha lushanensis là một loài nhện trong họ Zodariidae.
Loài này thuộc chi Storenomorpha. Storenomorpha lushanensis được Yu & Jun Chen miêu tả năm 2009.